# Звірево (Медведевський район)
Зві́рево (рос. Зверево, марій. Зверево) — присілок у складі Медведевського району Марій Ел, Росія. Входить до складу Люльпанського сільського поселення.

## Населення
Населення — 6 осіб (2010; 9 у 2002).
Національний склад (станом на 2002 рік):
- росіяни — 67 %
- лучні марійці — 33 %